# توگا (لباس)

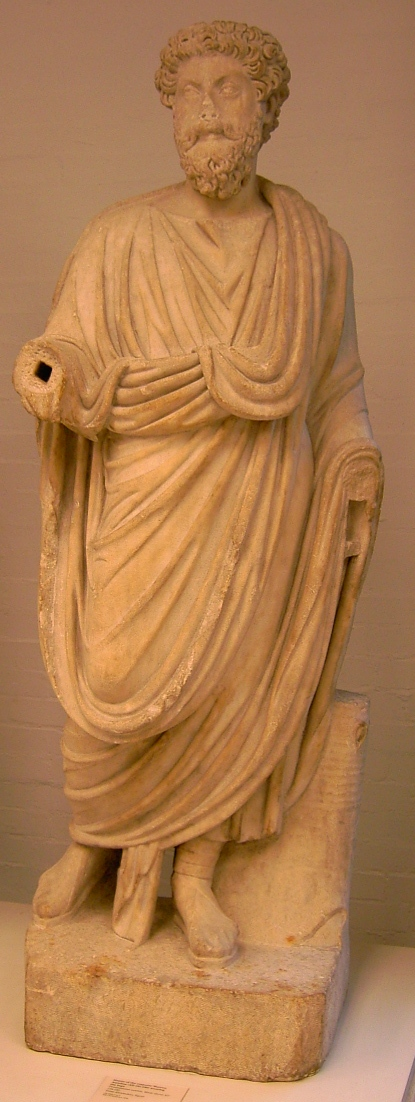
مارکوس اورلیوس توگا پوشیده‌است

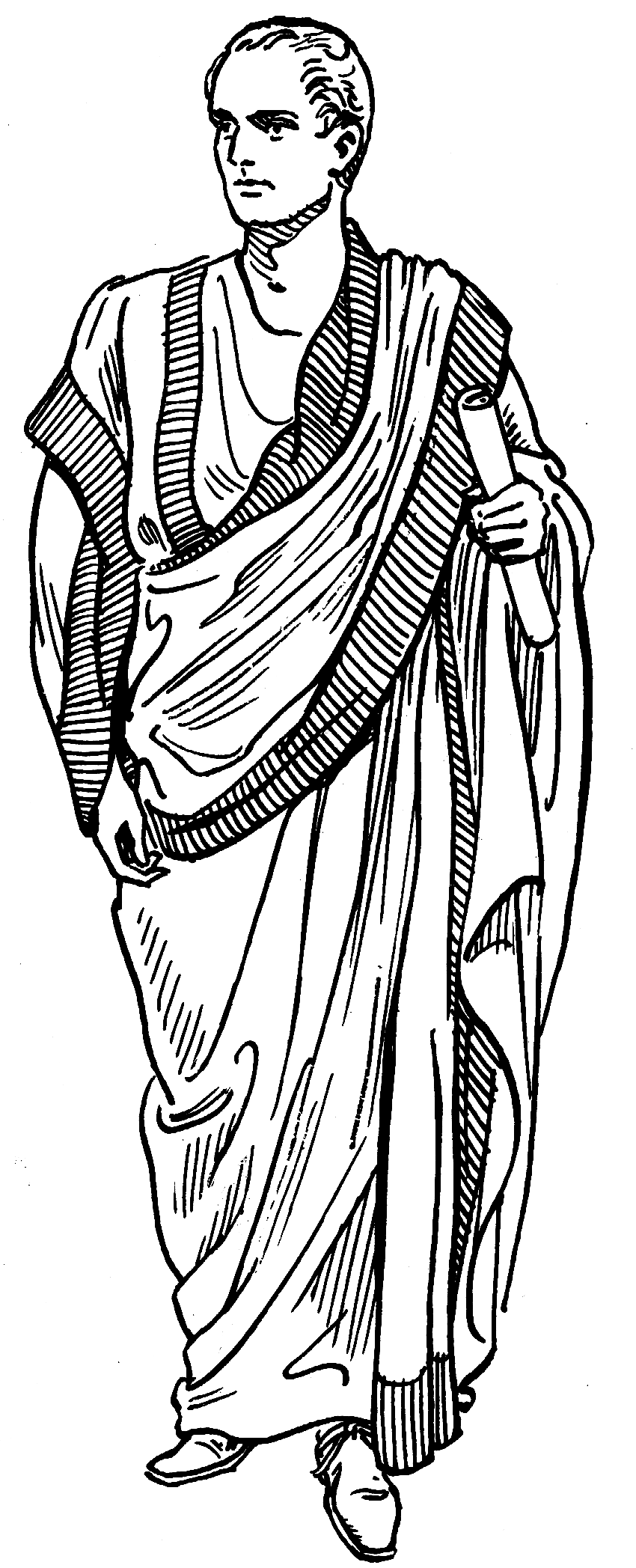
توگا بر تن یک مرد رومی

توگا (به انگلیسی: The toga)‌ نام پوشاک رم باستان است، که پارچه‌ای به طول ۶ متر بود و به دور بدن خود می‌پیچیدند و در آن زمان این نوع لباس پوشش عموم بوده‌است. توگا از پشم و کتان ساخته می‌شد. تصور می‌شد که در ابتدا توسط هر دو جنس زن و مرد، و توسط شهروندان-نظامیان پوشیده شده‌است. وقتی زنان رومی به‌تدریج استولا را به‌عنوان پوشاک پذیرفتند، توگا لباس رسمی شهروندان مرد رومی شد.

## تاریخچه
توگا لباسی مستقر بر لباسی دیگر بوده و غالباً مردم بومی از آن استفاده می‌کردند. توگا لباسی برای رومیان و دارای پشم ضخیم برای استفاده بوده‌است. اعتقاد بر این بوده‌است که نوما پمپیلیوس این لباس را ساخته‌است، پادشاه دوم رم. معمولاً توگا را در داخل خانه و در شرایط خاص در زمان کار می‌پوشیدند، اما این لباس برای افراد نجیب ساخته شده و برای پوشیدن خارج از منزل استفاده می‌شده‌است.